# Melaloncha furcata
Melaloncha furcata är en tvåvingeart som beskrevs av Borgmeier 1934. Melaloncha furcata ingår i släktet Melaloncha och familjen puckelflugor. Inga underarter finns listade i Catalogue of Life.